# عبد السلام بكرات
عبد السلام بكرات (بالفرنسية: Abdesslam Bekrat)‏ (وُلِد سنة 1957 بتيفلت، إقليم الخميسات، المغرب) هو سياسي ومسؤول مغربي كبير.
حاز عبد السلام على الدكتوراة في القانون العام، وفي عام 1983 التحق بالوظيفة العمومية كمتصرف بوزارة الداخلية. وبعد تخرجه من المعهد الملكي للإدارة الترابية تم تعيينه سنة 1992 في منصب رئيس دائرة بعمالة فاس الجديد بدار الدبيبغ، قبل أن تتم ترقيته إلى منصب كاتب عام لعمالة مراكش المنارة في فاتح فبراير 2001. وقد عينه الملك محمد السادس عاملاً على إقليم الصويرة في 11 ديسمبر 2002 ليتم بعد ذلك تعيينه عاملاً على إقليم ورزازات بتاريخ 22 يناير 2009، ثم عاملاً على عمالة سلا في 10 مايو 2012. وفي 21 يناير 2014 عين والياً لجهة مراكش تانسيفت الحوز وعاملاً لعمالة مراكش. وفي فبراير 2016 عينه الملك محمد السادس مسؤولاً عن اللوجستيك في مؤتمر الأمم المتحدة للتغير المناخي 2016 الذي أُقِيم في مدينة مراكش. حيث أعطى في 13 يونيو 2016 انطلاقة أشغال بناء وتهيئة قرية المؤتمر. في 20 أغسطس 2018 عينه الملك محمد السادس والياً على جهة بني ملال خنيفرة وعاملاً على إقليم بني ملال، ، ثم والياً على جهة العيون الساقية الحمراء وعاملًا على إقليم العيون ابتداء من تاريخ 7 فبراير 2019.